# Emile Masquelier
Emile Albert André Martin Joseph Masquelier (Bergen, 6 september 1837 - 12 december 1901) was een Belgisch volksvertegenwoordiger.

## Levensloop
Masquelier was een zoon van advocaat André Masquelier en van Marie Hardenpont. Hij trouwde met Adonie Berlanger.
Hij promoveerde tot doctor in de rechten (1859) aan de ULB en vestigde zich als advocaat in Bergen.
Van 1866 tot 1881 was hij provincieraadslid en van 1878 tot 1882 gemeenteraadslid en schepen van Bergen.
In 1881 volgde hij Alfred Dethuin op als liberaal volksvertegenwoordiger voor het arrondissement Bergen en vervulde dit mandaat tot in 1886.